# P/\st
P/\ST je pražské experimentální rapové duo tvořené Danem Kranichem a Ivem Sedláčkem, bývalými spolužáky z katedry alternativního a loutkového divadla DAMU v Praze. 
Sami svou tvorbu popisují jako "rap s nášlapem do tvrdý elektroniky," častý je u ní přesah do divadelní tvorby. Kranich je povoláním herec a Sedláček skladatel scénické hudby.

## Historie
Dan Kranich dříve působil v kapele Kopyrajt, po jejím rozpadu oslovil v roce 2016 ke spolupráci Iva Sedláčka. Skupina P/\st se poprvé veřejně představila v roce 2019, kdy vydala desku /Expedice do vnitrobloku\ a se svou hudbou se dostala na druhé místo v soutěží Startér Radia Wave. V tomtéž roce se účastnili Paternoster Session Radia Wave a byli nominováni na cenu Vinyla v kategorii hudební objev roku.
V roce 2020 získali Cenu divadelní kritiky za hudbu roku k divadelní inscenaci Šílený Herkules v režii Tomáše Loužného, hrané na letním festivalu Antická Štvanice. Skladby použité jako doprovod hry vydali v roce 2021 jako svou druhou desku Hybris. V témže roce vydali single Tisíc a jedna koule (NoD session) se skupinou Tygroo a dvojskladbový single Setiny.
31. března 2023 vlastním nákladem vydali album Tinnitus.
V lednu 2025 duo vydalo singl Smečka, který je zároveň titulní skladbou stejnojmenné rozhlasové hry. Tu sepsal španělský režisér Jordi Casanovas v reakci na soudní proces s pěti mladistvými, kteří v roce 2016 během slavnosti San Fermín znásilnili osmnáctiletou dívku. Na singlu se podílela i Rosálie "Rosa" Malinská ze skupiny Viah a ve videoklipu si zahrálo několik známých herců, např. Oskar Hes, Daniel Tůma nebo Anežka Šťastná.
V červnu 2025 vydali pod názvem Elektra kompilaci autorské hudby, kterou vytvořili jako doprovod k inscenaci hry Smutek sluší Elektře od Eugene O'neilla pro Národní divadlo Brno, ve které vystupovali v letech 2022-23. Stejně jako samotná hra se vyrovnává s tématy války a viny, z hudebního hlediska obsahuje množství gospelových samplů a dalších amerických hudebních vlivů. Na albovém zpracování vystupuje kromě Kranicha a Sedláčka například frontman skupiny Hentai Corporation Radek Škarohlíd.
Pro rok 2026 oznámili vydání nového alba a také autorského muzikálu.

## Diskografie

### Desky
- /Expedice do vnitrobloku\ (2019)
- Hybris (2021)
- Tinnitus (2023)
- Elektra (2025)

### Singly
- Tisíc a jedna koule (NoD session) [Live] (2021)
- Setiny (2021)
- Smečka (2025)